# Argia variegata
Argia variegata là một loài chuồn chuồn kim trong họ Coenagrionidae.
Argia variegata được miêu tả khoa học năm 1914 bởi Förster.